# Liga de Campeones de la EHF 2023-24
La Liga de Campeones de la EHF 2023-24 fue la 64.ª edición de la máxima categoría a nivel de clubes de balonmano, aunque fue la 31ª edición con la actual nomenclatura.
La edición actual viene precedida por la victoria del SC Magdeburg en la final contra el KS Kielce polaco.

## Equipos clasificados
Estos son los equipos clasificados para esta edición de la Champions League:
| Grupo A             | Grupo B              |
| ------------------- | -------------------- |
| Paris Saint-Germain | MKB Veszprém         |
| Aalborg Håndbold    | FC Barcelona         |
| THW Kiel            | SC Magdeburg         |
| Industria Kielce    | GOG Gudme            |
| SC Pick Szeged      | Montpellier Handball |
| Kolstad Håndball    | FC Oporto            |
| RK Zagreb           | Orlen Wisła Płock    |
| Eurofarm Pelister   | RK Celje             |

## Fase de grupos

### Grupo A
| Local \ Visitante   | AAL   | EUR   | KIE   | KOL   | PSG   | SZE   | THW   | ZAG   |
| ------------------- | ----- | ----- | ----- | ----- | ----- | ----- | ----- | ----- |
| Aalborg Håndbold    | —     | 38–23 | 35–35 | 27–25 | 30–32 | 31–26 | 27–27 | 32–22 |
| Eurofarm Pelister   | 28–33 | —     | 21–24 | 22–31 | 25–31 | 27–28 | 20–23 | 22–23 |
| Industria Kielce    | 31–34 | 35–25 | —     | 31–23 | 30–29 | 27–27 | 36–36 | 28–24 |
| Kolstad Håndball    | 18–29 | 34–27 | 30–34 | —     | 36–31 | 37–24 | 34–30 | 25–34 |
| Paris Saint-Germain | 33–30 | 31–26 | 35–26 | 28–28 | —     | 37–33 | 28–34 | 35–31 |
| SC Pick Szeged      | 34–27 | 34–26 | 26–25 | 29–27 | 29–31 | —     | 27–28 | 27–26 |
| THW Kiel            | 18–27 | 29–23 | 35–31 | 26–25 | 26–24 | 35–32 | —     | 33–22 |
| RK Zagreb           | 30–30 | 27–18 | 22–22 | 31–20 | 28–26 | 30–25 | 23–30 | —     |

|                               | Equipo              | J  | G  | E | P  | GF  | GC  | DG  | Puntos |
| ----------------------------- | ------------------- | -- | -- | - | -- | --- | --- | --- | ------ |
| 1                             | THW Kiel            | 14 | 10 | 2 | 2  | 410 | 379 | 31  | 22     |
| 2                             | Aalborg Håndbold    | 14 | 8  | 3 | 3  | 430 | 382 | 48  | 19     |
| 3                             | Paris Saint-Germain | 14 | 8  | 1 | 5  | 431 | 412 | 19  | 17     |
| 4                             | Industria Kielce    | 14 | 6  | 4 | 4  | 413 | 402 | 11  | 16     |
| 5                             | RK Zagreb           | 14 | 6  | 2 | 6  | 373 | 373 | 0   | 14     |
| 6                             | SC Pick Szeged      | 14 | 6  | 1 | 7  | 401 | 414 | -13 | 13     |
| 7                             | Kolstad Håndball    | 14 | 5  | 1 | 8  | 393 | 401 | -15 | 11     |
| 8                             | Eurofarm Pelister   | 14 | 0  | 0 | 14 | 333 | 421 | -81 | 0      |
| Fuente: EHF Champions League; |                     |    |    |   |    |     |     |     |        |

### Grupo B
| Local \ Visitante    | BAR   | MAG   | VES   | MON   | GOG   | WPL   | OPO   | CEL   |
| -------------------- | ----- | ----- | ----- | ----- | ----- | ----- | ----- | ----- |
| FC Barcelona         | —     | 32–30 | 36–41 | 34–37 | 38–30 | 32–25 | 40–33 | 39–30 |
| SC Magdeburg         | 29–28 | —     | 28–33 | 28–24 | 35–27 | 28–22 | 37–33 | 39–23 |
| MKB Veszprém         | 30–31 | 28–30 | —     | 33–31 | 34–31 | 28–21 | 44–34 | 41–31 |
| Montpellier Handball | 25–30 | 25–28 | 31–37 | —     | 36–25 | 30–28 | 35–24 | 32–21 |
| GOG Gudme            | 23–30 | 25–32 | 36–30 | 32–27 | —     | 32–32 | 35–27 | 38–36 |
| Orlen Wisła Płock    | 25–28 | 26–28 | 37–30 | 22–18 | 26–30 | —     | 29–28 | 30–25 |
| FC Oporto            | 30–38 | 31–40 | 26–40 | 25–29 | 32–31 | 24–23 | —     | 32–30 |
| RK Celje             | 31–37 | 27–37 | 33–40 | 29–31 | 30–34 | 25–30 | 29–30 | —     |

|                               | Equipo               | J  | G  | E | P  | GF  | GC  | DG  | Puntos |
| ----------------------------- | -------------------- | -- | -- | - | -- | --- | --- | --- | ------ |
| 1                             | SC Magdeburg         | 14 | 12 | 0 | 2  | 439 | 384 | 55  | 24     |
| 2                             | FC Barcelona         | 14 | 11 | 0 | 3  | 473 | 409 | 64  | 22     |
| 3                             | MKB Veszprém         | 14 | 10 | 0 | 4  | 489 | 436 | 53  | 20     |
| 4                             | Montpellier Handball | 14 | 7  | 0 | 7  | 411 | 396 | 15  | 14     |
| 5                             | GOG Gudme            | 14 | 6  | 1 | 7  | 429 | 445 | -16 | 13     |
| 6                             | Orlen Wisła Płock    | 14 | 5  | 1 | 8  | 376 | 386 | -10 | 11     |
| 7                             | FC Oporto            | 14 | 4  | 0 | 10 | 409 | 480 | -71 | 8      |
| 8                             | RK Celje             | 14 | 0  | 0 | 14 | 400 | 490 | -90 | 0      |
| Fuente: EHF Champions League; |                      |    |    |   |    |     |     |     |        |

## Fase eliminatoria

### Octavos de final
| Equipo 1          | Agr.  | Equipo 2             | Ida   | Vuelta |
| ----------------- | ----- | -------------------- | ----- | ------ |
| Orlen Wisła Płock | 59-64 | Paris Saint-Germain  | 26-30 | 33-34  |
| SC Pick Szeged    | 62-76 | MKB Veszprém         | 30-37 | 32-39  |
| GOG Gudme         | 53-66 | Industria Kielce     | 25-33 | 28-33  |
| RK Zagreb         | 51-57 | Montpellier Handball | 27-27 | 24-30  |

### Cuartos de final
| Equipo 1             | Agr.            | Equipo 2     | Ida   | Vuelta |
| -------------------- | --------------- | ------------ | ----- | ------ |
| Montpellier Handball | 60-61           | THW Kiel     | 39-30 | 21-31  |
| Industria Kielce     | 49-49 (3-4, p.) | SC Magdeburg | 27-26 | 22-23  |
| MKB Veszprém         | 60-64           | Aalborg HB   | 32-31 | 28-33  |
| Paris Saint-Germain  | 53-62           | FC Barcelona | 22-30 | 31-32  |

## Final Four
|  | Semifinales  | Semifinales  |            |    | Final | Final |
|  |              |              |            |    |       |       |
|  | 8 de junio   |              |            |    |       |       |
|  |              |              |            |    |       |       |
|  | SC Magdeburg | 26           |            |    |       |       |
|  | SC Magdeburg | 26           | 9 de junio |    |       |       |
|  | Aalborg HB   | 28           |            |    |       |       |
|  | Aalborg HB   | 28           | Aalborg HB | 30 |       |       |
|  | 8 de junio   |              | Aalborg HB | 30 |       |       |
|  |              | FC Barcelona | 31         |    |       |       |
|  | FC Barcelona | FC Barcelona | 31         | 30 |       |       |
|  | FC Barcelona |              |            | 30 |       |       |
|  | THW Kiel     | 18           |            |    |       |       |
|  | THW Kiel     | 18           | 3º Puesto  |    |       |       |
|  |              |              |            |    |       |       |
|  | 9 de junio   |              |            |    |       |       |
|  |              |              |            |    |       |       |
|  | SC Magdeburg | 28           |            |    |       |       |
|  | SC Magdeburg | 28           |            |    |       |       |
|  | THW Kiel     | 32           |            |    |       |       |

| Liga de Campeones EHF 2023-24 |
| ----------------------------- |
|                               |
| FC Barcelona 12.o Título      |